# Radicaal 89
Radicaal 89 is een van de 34 van de 214 Kangxi-radicalen dat bestaat uit vier strepen.
In het Kangxi-woordenboek zijn er 16 karakters die dit radicaal gebruiken.

## Karakters met het radicaal 89
| Strepen | Karakter |
| ------- | -------- |
| + 0     | 爻       |
| + 5     | 爼       |
| + 7     | 爽       |
| + 10    | 爾       |

Orakelbotkarakter
Bronskarakter
Groot zegelkarakter
Klein zegelkarakter